# 世界選手権自転車競技大会ロードレース1990
世界選手権自転車競技大会ロードレース1990(1990 UCI Road World Championships)は、1990年、日本の宇都宮で開催された。

## コース
団体ロードレースは日光宇都宮道路で開催された。
個人ロードレースは宇都宮市、鹿沼市郊外の一般公道に1周14.5kmほどのサーキットコースを設定する。
前半3kmは平坦路がしめており、2kmほどの登坂で高低差・約190mの峠を越えるとテクニカルな急傾斜を含めてダウンヒルが6kmほど続いた後、スタート・ゴール地点へ向けて緩やかな上りになる。
世界選組織委員会の関根正治によれば、開催予定コースのうち宇都宮市森林公園の周辺狭隘や林道未舗装の箇所、観客席等を予算8億円かけてレースを開催できるように整備する。
| 地点  | 進行方向など                                                                                               | 座標                                                                          |
| ----- | --- | ----------------------------------------------------------------------------- |
| 地点A | スタート・ゴール。ニューサンピア栃木（旧・栃木厚生年金休暇センター）の裏手、生きがいの森方面寄り           | 北緯36度35分40.76秒 東経139度46分9.81秒 / 北緯36.5946556度 東経139.7693917度  |
| 地点C | 栃木県道70号宇都宮今市線を右折。                                                                           | 北緯36度36分9.90秒 東経139度46分37.03秒 / 北緯36.6027500度 東経139.7769528度  |
| 地点D | 日枝神社の先を左折。高橋によれば、急な曲がり角なのでコースの難所。                                         | 北緯36度35分54.83秒 東経139度47分0.6秒 / 北緯36.5985639度 東経139.783500度    |
| 地点E | 駒場牧場・大嶋牧場の間を右折。                                                                             | 北緯36度36分14.25秒 東経139度46分59.44秒 / 北緯36.6039583度 東経139.7831778度 |
| 地点F | レイクランドカントリークラブを貫く古賀志林道に左折                                                         | 北緯36度36分14.85秒 東経139度47分14.12秒 / 北緯36.6041250度 東経139.7872556度 |
| 地点H | レイクランドカントリークラブの歩道橋を過ぎた先のT字路。直進。この先から登坂                                | 北緯36度36分38.69秒 東経139度47分1.42秒 / 北緯36.6107472度 東経139.7837278度  |
| 地点J | ピーク標高333メートル                                                                                      | 北緯36度37分12.6秒 東経139度46分44.0秒 / 北緯36.620167度 東経139.778889度     |
| 地点K | 芝山林道を下り、宇都宮市森林公園内、左手よりサイクリングロードと合流。道なりに右方向。赤川ダムの横を通る。 | 北緯36度37分25.99秒 東経139度47分4.97秒 / 北緯36.6238861度 東経139.7847139度  |
| 地点L | 森林公園通りと下野萩の道の辻を直進                                                                         | 北緯36度36分39.55秒 東経139度47分58.58秒 / 北緯36.6109861度 東経139.7996056度 |
| 地点M | 田野町信号交差点を直進し、国道293号線を鹿沼錦鯉公園方面へ進む                                              | 北緯36度35分11.04秒 東経139度46分42.96秒 / 北緯36.5864000度 東経139.7786000度 |
| 地点N | 栃窪信号交差点を右折しニューサンピア栃木方面へ                                                             | 北緯36度35分11.03秒 東経139度46分0.52秒 / 北緯36.5863972度 東経139.7668111度  |
| 地点O | ニューサンピア栃木の前を左折                                                                               | 北緯36度35分36.5秒 東経139度46分24.55秒 / 北緯36.593472度 東経139.7734861度   |
| 地点P | スタート・ゴール地点に向かって右折。                                                                       | 北緯36度35分31.48秒 東経139度46分11.65秒 / 北緯36.5920778度 東経139.7699028度 |

## 結果

### 男子プロ個人ロードレース
9月2日。261Km。
|          | 選手名                         | 国籍           | 時間          |
| -------- | ------------------------------ | -------------- | ------------- |
|          | ルディー・ダーネンス           | ベルギー       | 6時間51分59秒 |
| 2        | ディルク・デ・ウォルフ         | ベルギー       | 同            |
| 3        | ジャンニ・ブーニョ             | イタリア       | +8秒          |
| 4        | グレッグ・レモン               | アメリカ合衆国 | 同            |
| 5        | ショーン・ケリー               | アイルランド   | 同            |
| 6        | ローラン・ジャラベール         | フランス       | 同            |
| 7        | ジョニー・ヴェルツ             | デンマーク     | 同            |
| 8        | アンドレアス・カペス           | 西ドイツ       | 同            |
| 9        | マウリツィオ・フォンドリエスト | イタリア       | 同            |
| 10       | クロード・クリケリオン         | ベルギー       | 同            |
| 11       | ピオトル・ウグルモフ           | ラトビア       | 同            |
| 12       | ミゲル・インドゥライン         | スペイン       | 同            |
| 13       | マレク・シェルシュィンスキ     | ポーランド     | 同            |
| 14       | フェデリコ・エチャベ           | スペイン       | 同            |
| 15       | ペリョ・ルイス・カベスタニー   | スペイン       | 同            |
| 16       | ヨアキム・ハルプチョフ         | ポーランド     | 同            |
| 17       | イニャキ・ガストン             | スペイン       | 同            |
| 18       | マルティアル・ガイアン         | フランス       | 同            |
| 19       | スティーヴ・バウアー           | カナダ         | 同            |
| 20       | ペドロ・デルガド               | スペイン       | 同            |
| 51       | 三浦恭資                       | 日本           | +16分29秒     |
| 57       | 市川雅敏                       | 日本           | +16分29秒     |
| 13周棄権 | 浅田顕                         | 日本           |               |
| 12周棄権 | 安原昌弘                       | 日本           |               |
| 12周棄権 | 橋詰一也                       | 日本           |               |
| 11周棄権 | 樺沢康輝                       | 日本           |               |
| 8周棄権  | 高橋松吉                       | 日本           |               |
| 8周棄権  | 飯田義弘                       | 日本           |               |
| 8周棄権  | 藤谷昇                         | 日本           |               |
| 5周棄権  | 安宅宏文                       | 日本           |               |
| 3周棄権  | 森幸春                         | 日本           |               |
| 2周棄権  | 野口悦宏                       | 日本           |               |

### 男子アマ個人ロードレース
|   | 選手名                       | 国籍     | 時間 |
| - | ---------------------------- | -------- | ---- |
|   | ミルコ・グアルディ           | イタリア |      |
| 2 | ロベルト・カルーゾ           | イタリア |      |
| 3 | ジャン＝フィリップ・ドジュワ | フランス |      |

### 男子アマ団体ロードレース
|   | 選手名                                                                            | 国籍         | 時間 |
| - | --------------------------------------------------------------------------------- | ------------ | ---- |
|   | オレグ・ガルキン ルスラン・ゾトフ イゴル・パテンコ アレクサンドル・マレコヴィチュ | ソビエト連邦 |      |
| 2 | マイク・ランツマン ウーヴェ・ペシェル ウーヴェ・ベルント ファルク・ボーデン       | 東ドイツ     |      |
| 3 | ロルフ・アルダク カイ・フンダーマルク ライムント・レーネルト ミヒャエル・リッヒ   | 西ドイツ     |      |

### 女子個人ロードレース
|   | 選手名               | 国籍           | 時間 |
| - | -------------------- | -------------- | ---- |
|   | カテリーヌ・マルサル | フランス       |      |
| 2 | ラシー・マシズ       | アメリカ合衆国 |      |
| 3 | ルイザ・セゲッツィ   | イタリア       |      |

### 女子団体ロードレース
|   | 選手名                                                                                      | 国籍           | 時間 |
| - | ------------------------------------------------------------------------------------------- | -------------- | ---- |
|   | レオンティエン・ファン・モールセル モニク・クノル コラ・ウェストラント アスリット・スホップ | オランダ       |      |
| 2 | インガ・トンプソン エヴァ・ステファンソン フィリス・ハインズ モリーン・マンリー             | アメリカ合衆国 |      |
| 3 | ナタルヤ・メレキナ ナデスヤ・キバルディナ ヴァレンティナ・ポルカノヴァ ナタリア・キパエヴァ | ソビエト連邦   |      |

## 注記
1. ↑  地点とは(五味 & 高橋 1989)の解説記事に記載されている曲がり角等の記号である。
2. ↑  座標や地名等はGoogle マップを参照した。